# The Tipping Point (álbum de Tears for Fears)
The Tipping Point es el séptimo álbum de estudio de la banda británica Tears for Fears lanzado el 25 de febrero de 2022. Es el primer álbum desde Everybody Loves a Happy Ending (2004) en casi dieciocho años.
Las pistas del álbum incluyen "The Tipping Point", que se lanzó con un video musical en octubre de 2021, así como "My Demons", "Please Be Happy" y "Stay". 
Las letras de las canciones se inspiraron en la muerte de la esposa de Roland Orzabal en 2017.
El álbum resultó ser un éxito comercial y de crítica, lo que le dio a la banda su sexto álbum Top 5 en el Reino Unido y el pico más alto de las listas en 30 años, y también alcanzó el Top 10 en muchos otros países, en particular Escocia y los EE UU., donde encabezó las listas.

## Antecedentes
El trabajo en el álbum comenzó en 2013, de hecho el día 17 de diciembre de ese año la banda anunció que estaban trabajando en el nuevo álbum y que sería lanzado en 2014, pero el proceso resultó difícil para los miembros de la banda Roland Orzabal y Curt Smith. 
Su (entonces) compañía de gestión le pidió a la banda que colaborara con varios artistas más jóvenes en un intento de crear un álbum con un sonido más contemporáneo y comercial. Sin embargo, estas sesiones (que la propia banda comparó con " citas rápidas ") no fueron del todo exitosas, lo que resultó en un álbum que, como dijo Orzabal más tarde: "realmente no sonaba como a un álbum de Tears For Fears". 
La banda firmó originalmente con el sello Warner Music para lanzar el álbum, pero una vez que se completó en 2016, Universal Music (que posee la mayor parte del catálogo anterior de la banda) mostró interés en el proyecto. Universal optó por lanzar primero un nuevo álbum recopilatorio, Rule the World: The Greatest Hits, en 2017 para allanar el camino para el nuevo álbum. Esto incluía dos de las nuevas pistas, incluida "I Love You but I'm Lost", que fue coescrita por la banda junto con miembros de Bastille . Sin embargo, Universal luego retrasó el lanzamiento de The Tipping Point, según lo planeado. 
Además, Orzabal y Smith comenzaron a tener dudas sobre el producto terminado. El dúo perdió el enfoque en el proyecto por un tiempo mientras Orzabal luchaba con problemas de salud luego de la muerte de su esposa, y Smith incluso contemplaba dejar la banda nuevamente. 
Sin embargo, luego de superados estos obstáculos y de una exitosa gira en 2019, se volvieron a reunir a principios de 2020 y "trazaron un camino a seguir sobre cómo podríamos terminar un álbum con el que ambos estuviéramos felices", según lo comentado por el dúo en entrevistas recientes al lanzamiento del álbum. 
La banda firmó con una nueva compañía de gestión, decidió reelaborar el álbum (manteniendo algunas pistas y reemplazando otras con material nuevo), luego firmó un nuevo contrato con Concord Records.
De las diversas canciones grabadas con otros artistas y productores, muchas de las colaboraciones de la banda con Sacha Skarbek permanecieron en el álbum.
La pista "Stay", que fue la otra pista nueva que apareció en el álbum recopilatorio Rule the World en 2017, también se incluyó en una forma ligeramente remezclada.
Sin embargo resulta curioso que la canción "I Love You But I'm Lost" finalmente no fuera incluida en el álbum, que también estaba en dicha recopilación, y se decía por ese entonces que ambos temas formarían parte del nuevo álbum de estudio.
Un demo de Please Be Happy fue subido aparentemente por Roland Orzabal (por medio de un usuario llamado ROLY) en la plataforma SoundCloud, en abril de 2017. Previo al lanzamiento del sencillo "The Tipping Point", tanto la cuenta como la canción fueron retirados de SoundCloud. Este demo estaba cantado por Orzabal, además de estar en otro tono y con menor producción, aunque por lo demás era muy similar a la versión final.

## Promoción
"The Tipping Point" se lanzó como el sencillo principal del álbum el 7 de octubre de 2021. El video musical de la canción fue dirigido por Matt Mahurin.
El segundo sencillo fue "No Small Thing", lanzado el 3 de diciembre de 2021, y acompañado de un video musical de collage dirigido por Vern Moen. La canción fue descrita como un punto de reinicio después de que la banda no estuviera contenta con la primera versión del álbum, que estaba dominada por pistas que habían sido creadas con productores más jóvenes.
El tercer sencillo, "Break the Man", fue lanzado el 13 de enero de 2022. La canción trata sobre el patriarcado y marca la primera vez que Tears for Fears lanza una canción original como un sencillo que no es escrito o coescrito por Roland Orzabal. Smith había tuiteado un fragmento de la canción en 2018, aunque la letra del coro originalmente había sido "matar al hombre" en lugar de "romper al hombre". El 10 de febrero de 2022 se estrenó un video animado (dirigido por WeAreMonkeys, con animación de Mihai Wilson).

## Recepción de la crítica
The Tipping Point recibió una puntuación promedio de 83 sobre 100 según Metacritic, lo que indica "aclamación universal".

### Recepción comercial
The Tipping Point debutó en el número dos de la lista de álbumes del Reino Unido, detrás del mixtape 23 de Central Cee. Este se convirtió en el sexto álbum de la banda entre los cinco primeros en el Reino Unido y su álbum más alto en las listas de éxitos desde su lanzamiento en 1993, Elemental.
En los Estados Unidos, el álbum debutó en el número ocho en la lista US Billboard 200, ganando 31 000 unidades equivalentes a álbumes (incluidas 29 000 copias en ventas de álbumes tradicionales puros y 2000 en transmisión y descargas de canciones ) en su primera semana, según MRC. Este se convirtió en el tercer álbum de la banda entre los diez primeros en la lista de Estados Unidos y su primer lanzamiento en lograrlo desde su álbum de 1989 The Seeds of Love .
El álbum también acumuló un total de 2,04 millones de transmisiones oficiales bajo demanda de las pistas del conjunto.

## Lista de canciones
| N.º | Título                  | Duración |  |
| 1.  | «No Small Thing»        | 4:42     |  |
| 2.  | «The Tipping Point»     | 4:14     |  |
| 3.  | «Long, Long, Long Time» | 4:32     |  |
| 4.  | «Break the Man»         | 3:56     |  |
| 5.  | «My Demons»             | 3:08     |  |
| 6.  | «Rivers of Mercy»       | 6:09     |  |
| 7.  | «Please Be Happy»       | 3:06     |  |
| 8.  | «Master Plan»           | 4:37     |  |
| 9.  | «End of Night»          | 3:24     |  |
| 10. | «Stay»                  | 4:37     |  |

| Edición de lujo |                      |          |  |
| N.º             | Título               | Duración |  |
| 11.             | «Secret Location»    | 4:02     |  |
| 12.             | «Let It All Evolve»  | 4:25     |  |
| 13.             | «Shame (Cry Heaven)» | 5:34     |  |

## Personal

### Tears for Fears
- Roland Orzabal – voz, guitarras, teclados, programación , mezcla (5, 9)
- Curt Smith – voz, bajo, teclados, mezcla (5, 9)

### Músicos adicionales
- Charlton Pettus – guitarras, teclados, programación, mezcla (1, 3, 4, 6-8, 10, 11)
- Sacha Skarbek – piano (7), producción vocal (3)
- Florian Reutter - programación, producción vocal (3)
- Doug Petty – acordeón , órgano Hammond (1); piano (6), arreglo de cuerdas (7)
- Carina Round - coros (1, 3, 5, 6)
- Aaron Sterling - batería (1, 4, 6)
- Jamie Wollam - batería (1)
- Max von Ameln - guitarra (5)
- Jason Joseph - arreglo vocal, coro (6)
- Charles Jones - coro (6)
- Jessi Collins - coro (6)
- Lauren Evans - coro (6)

### Técnico
- Ted Jensen - masterización (1-10)
- Justin Shturtz - masterización (11-13)
- Tim Palmer - mezcla (2)
- Craig Silvey - mezcla (12)
- Tony Maserati – mezclando (13)
- Max von Ameln - asistencia de ingeniería
- Steven Wilson: mezcla envolvente (transmisión de Blu-Ray y Atmos)

### Obra de arte
- Tommy Steele – diseño, dirección de arte
- Carrie Smith – dirección de arte
- Cinta Vidal - portada
- Frank Ockenfels 3 – fotografía